# Tsuneyasu Miyamoto
Tsuneyasu Miyamoto (jap. 宮本 恒靖 Miyamoto Tsuneyasu; * 7. Februar 1977 in Tondabayashi, Osaka) ist ein ehemaliger japanischer Fußballspieler und heutiger -trainer.

## Karriere

### Vereinskarriere
Tsuneyasu Miyamoto bekleidete bevorzugt die Rolle des Innenverteidigers und das bei einer relativ geringen Körpergröße von 1,76 Meter. Miyamoto begann 1995 seine Profi-Karriere bei Gamba Osaka in der J-League. Er bestritt sein erstes Spiel am 24. Juni 1995 gegen Kashiwa Reysol und erzielte sein erstes Tor am 4. Oktober 1997 gegen JEF United Ichihara.
Der Abwehrspieler holte mit Gamba Osaka 2005 den japanischen Meistertitel und stand im Yamazaki-Nabisco-Cup-Finale. „Tsune“ bestritt sein letztes Spiel für Gamba Osaka am 1. Jänner 2007 beim 0:1 im Finale um den Kaiserpokal gegen Urawa Red Diamonds.
Miyamoto galt als solider Verteidiger, der ein Spiel gut lesen kann und mit seiner Aggressivität und Schnelligkeit überzeugt.
In der Winterpause 2006/07 wechselte Miyamoto zu Red Bull Salzburg in die österreichische Bundesliga. Hier trug er die Rückennummer 17. Nachdem das Frühjahr 2007 für ihn sportlich eher unbefriedigend lief, konnte er sich im Herbst 2007 bereits mit guten Leistungen in der Liga etablieren.
In der Saison 2007/08 fiel der Japaner wegen eines Sehnenrisses und einer Muskelzerrung bis Ende 2008 aus. Im Januar 2009 wechselte er zu Vissel Kōbe in die Heimat. Hier beendete er im Dezember 2011 seine Karriere.

### Nationalmannschaft
Tsuneyasu Miyamoto kam 1997 mit der japanischen U-20-Nationalmannschaft bei der Junioren-Fußballweltmeisterschaft 1997 in Malaysia bis ins Viertelfinale, verlor dort jedoch gegen Ghana mit 1:2 in der Verlängerung.
Miyamoto war fast zehn Jahre lang Kapitän der japanischen Nationalmannschaft. Für das Olympiateam war er bei den Olympischen Sommerspielen 2000 beim Erreichen des Viertelfinals im Einsatz. Bei der WM 2002 wurde er vor allem durch seine Maske bekannt, die er aufgrund eines Nasenbeinbruchs tragen musste; ihretwegen wurde der Verteidiger auch der „Maskenmann“ genannt. Er gewann mit Japan die Asienmeisterschaft 2004. Auch bei den Wettbewerben um den Konföderationen-Pokal 2003 und 2005 stand Miyamoto im Aufgebot der Japaner, ebenso wie bei der WM im eigenen Land 2002 und 2006 in Deutschland. Bei beiden WM-Turnieren war er auch Kapitän des Nationalteams.

### Trainerkarriere
Nach seiner aktiven Spielerkarriere machte Miyamoto eine Trainerausbildung. Als erste Station in seiner Trainerlaufbahn trainierte er in den Jahren 2015 bis 2017 die Jugend sowie die Reserve von Gamba Osaka.

## Erfolge
- 1 × japanischer Meister mit Gamba Osaka
- 1 × österreichischer Meister mit Red Bull Salzburg
- 1 × Asien-Cup-Sieger 2004 mit Japan
- Teilnahme an der Fußball-U-17-WM 1993 in Japan (Viertelfinale)
- Teilnahme an der Fußball-U-19-WM 1997 in Malaysia (Viertelfinale)
- Teilnahme an Olympia 2000 in Sydney
- Teilnahme an der Fußball-Weltmeisterschaft 2002 in Japan und Südkorea (Achtelfinale)
- Teilnahme am Confederations-Cup 2003 in Frankreich
- Teilnahme am Confederations-Cup 2005 in Deutschland
- Teilnahme an der Fußball-Weltmeisterschaft 2006 in Deutschland